# 竹原世連
竹原 世連（たけはら せれん、1972年11月8日 - ）は日本のヒップホップダンサー、クリエイター、ディレクター。東京都江東区亀戸のダンスカンパニー、｢studio3｣の主宰。

## 概要
鳥取県倉吉市出身。幼少期に東京都江東区へ移住し東京都立墨田工業高等学校に進学。中学まではオタク気質のインドア派であり運動には興味を示さない少年であったが、進学後間もなくしてヒップホップダンスに傾倒、私立高へ進学したお洒落な同級生を尻目にディスコで夜な夜なダンス修行に勤しむ。足の感覚が無くなるほど昼夜問わずダンス練習の日々を送り、テレビ朝日系列深夜放送のダンス番組｢DADA L.M.D｣に出場、第13回大会チャンピオンを獲得する。
その後同級生である田中傑幸、小笠原秀春、永田雅規と｢れいかんやまかんとんちんかん｣を結成し、日本テレビ系列「天才・たけしの元気が出るテレビ!!｣の人気コーナー｢高校生制服対抗ダンス甲子園｣に初回放送から出演。関東代表で出場した第2回全国大会決勝はアクロバット技の練習中に腰を打撲したため欠場したが、チームは準優勝を果たす。後頭部に｢たけし｣の文字や似顔絵の剃り込みを施すなどビジュアル面での演出に加え、スピード･キレ･バランス力を織り交ぜたダンススタイルはその後の日本ダンスシーンに少なからず影響を与えた。
なお、第3回の大会予選に出場した｢アジャ・コング&戸塚ヨットスクールズ｣ のリーダー山本太郎は、この大会から自身のグループメンバーが欠員した理由について竹原がアクロバット技の練習中に上から落下した事を例にし、勝村政信とやり取りしている。 
高校卒業後は俳優、タレントとしての芸能活動、ストリートダンスの発展に傾注するが、1999年、東京都江東区亀戸にダンスカンパニー｢studio3｣を設立し、ダンスチームのプロデュース、後進インストラクターの指導育成に重点を置く。また、公益財団法人児童育成協会｢ダンス交流フェスティバル｣の編成や地元でのダンスイベント開催など、当スタジオを通じてヒップホップダンスの普及啓発、 地域活性に取り組む傍ら、クリエイターとしてフライヤー、飲食店のメニュー作成、Tシャツ、バック、キャップのデザイン、制作、販売などを手掛けている。 

## エピソード
- 1997年ごろからMacの愛用者。血液型はO型。父方の叔母は新宿ゴールデン街のバー｢ジャックの豆の木｣(1977年7月閉店)[注 1]のママであり、タモリがタレントデビューする際に所属したマネジメント事務所｢オフィス･ゴスミダ｣の社長、A子[6]。
- ｢studio3｣の｢3｣は、三遊亭圓楽が｢楽太郎のHARAGUROラジオ｣(文化放送)で、｢(世連の)｢世｣という文字には数字の｢3｣の意味も含まれている｣と言った事を引用した。

## 経歴
- 1988年
  - ヒップホップダンスに傾倒し、 昼夜問わず日々ダンスの練習に明け暮れる。
- 1989年
  - テレビ朝日系列深夜放送のダンス番組｢DADA L.M.D｣へ出場、 第13回大会チャンピオンを獲得する。
- 1990年
  - ｢天才・たけしの元気が出るテレビ!!｣の｢高校生制服対抗ダンス甲子園」に｢れいかんやまかんとんちんかん｣として初回放送より出演。
- 1991年～
  - 俳優として活動を開始し、｢代打教師 秋葉、真剣です!｣、｢ファンキー･モンキー･ティーチャー2 東京進攻大作戦｣[7]、｢パッパカパー｣、｢裏刑事 -URADEKA-｣[8]、｢右向け左!自衛隊へ行こう｣、｢遥かなる八月の詩｣、｢今日から俺は!!2｣などの映画･ドラマに出演。
  - ジミー大西、月亭方正らと共に｢間寛平とファンキー･モンキーズ｣のレギュラーメンバーとなり｢FUNKY MONKEY ROCK'N ROLL｣[9]をリリース、吉本興業のタレントとともに芸能活動を行う。当ユニットでなんばグランド花月にも度々出演。
- 1993年～
  - 各イベントに出演、参加。出演もしながら企画、制作も手掛ける。
    - ダンスイベント
      - ｢青山ナイト｣CLUB CITTA'[10]
      - ｢プランテーション｣六本木R-hall

    - クラブイベント
      - ｢萬珍軒｣錦糸町club NUDE[11]
- 1995年～1999年
  - 都内某所にて、ストリートダンスを教え伝える活動｢ストリートダンス計画｣をスタート。SNSで発信する手段･発想が皆無に等しい当時において、多数のメディアがこの活動に注目し、ドキュメンタリー形式で扱った。
- 1999年
  - 東京都江東区亀戸にダンスカンパニー ｢studio3｣を設立。
- 2006年
  - ｢ストリートダンス計画｣再開。
  - ブログ｢元祖：塾長のフリースタイル事件簿｣を開設。
- 2007年〜
  - ストリートをベースに地域活性と文化交流をコンセプトにした｢東京ダンス馬鹿ストリート実行委員会｣[12]発足。
  - 地域活性と文化交流をコンセプトにした｢KIDS GARAGE実行委員会｣発足。
  - 国立総合児童センター｢こどもの城｣特別プログラム ダンス指導講師に就任。
- 2009年
  - YouTubeチャンネル｢srend03｣開設。
- 2010年
  - アメーバブログにて、｢続：塾長のフリースタイル事件簿｣を開設。
- 2014年〜
  - ディレクターとして公益財団法人児童育成協会｢ダンス交流フェスティバル ｣[13]の編成、ダンスプログラムの構築を手掛け、渋谷区、台東区、世田谷区、港区、練馬区、草加市、新座市など各児童･交流センターと連携し、オンライン中継を交えての合同開催を推進。
- 2016年～
  - 日本初のストリートダンス、ヒップホップ･ダンススクール｢FUNKY JAM｣[14]創設者である浅岡幸三に師事。同氏最後の門弟となる。
- 2021年
  - Instagram｢Seren Takehara｣開始。
  - LINE公式アカウント｢studio3｣開始。
- 2022年10月
  - 東京都江東区の推薦により、東京都から｢東京都式典 有明レガシー設置お披露目セレモニー｣[15]への出演を依頼され、竹原の教え子数名がダンスを披露した[16]。
- 2024年
  - 遊びながら楽しくヒップホップダンスを学び、現在･未来の子供たちや大人も巻き込んで一緒に｢夢｣を共有する、｢SuperStar計画｣を発案。タイトルミュージック[17]は旧来より親交があるラッパー、テールー[18]が制作を担当。